# Baazi
Pour plus de détails, voir Fiche technique et Distribution.
Baazi (en hindi : बाज़ी) est un film indien réalisé par Guru Dutt, sorti en 1951.

## Fiche technique
- Titre original : बाज़ी
- Titre français : Baazi
- Réalisation : Guru Dutt
- Scénario : Balraj Sahni
- Pays d'origine : Inde
- Format : Noir et blanc - 35 mm - 1,37:1 - Mono
- Genre : Film dramatique, Film musical
- Durée : 143 minutes
- Date de sortie : 1951

## Distribution
- Dev Anand : Madan
- Geeta Bali : Leena
- Kalpana Kartik : Rajani
- K.N. Singh : père de Rajani
- Krishan Dhawan : Ramesh
- Johnny Walker :